# Selin Sezgin
Selin Sezgin (* 20. Juni 1990 in Ankara) ist eine türkische Schauspielerin.

## Leben und Karriere
Selin Sezgin wurde am 20. Juni 1990 in Ankara geboren. Sie studierte an der Mimar Sinan Üniversitesi. Ihr Debüt gab sie 2006 im Fernsehfilm Zeytinyağlı Yiyemem Aman. Von 2014 bis 2019 spielte sie in der Fernsehserie Elif die Hauptrolle. Anschließend war Sezgin 2019 in dem Film Hayatta Olmaz zu sehen. Unter anderem wurde sie 2021 für die Serie Masumiyet gecastet. Ihre nächste Hauptrolle bekam sie 2022 in der Serie Canım Annem.

## Filmografie
Film
- 2006: Zeytinyağlı Yiyemem Aman
- 2019: Hayatta Olmaz

Serien
- 2014–2019: Elif
- 2020: Bay Yanlış
- 2021: Masumiyet
- 2022: Cannım Annem